# Fondo de garantía de inversiones
El fondo de garantía de inversiones, también conocido como FOGAIN, es un fondo existente en España que tiene por función indemnizar a los inversores en los casos de insolvencia de las empresas servicios de inversión.

## Origen
Fue introducido en 1998, siendo regulado por la Ley del Mercado de Valores. Con la introducción de esta figura se traspuso al derecho interno la Directiva 97/9/CE, de 3 de marzo de 1997.
Su regulación se contiene en el artículo 77 de la Ley del Mercado de Valores.

## Funcionamiento
Con cierta similitud a los Fondos de Garantía de Depósito de las entidades de crédito, su finalidad es ofrecer, a los clientes de las ESI (Empresas de Servicios de Inversión: Sociedades de valores, agencias de valores y sociedades gestoras de carteras), la cobertura de una indemnización caso que alguna de estas entidades entre (1) en una situación judicial de concurso de acreedores o (2) en una declaración de insolvencia por parte de la Comisión Nacional del Mercado de Valores (CNMV). Se refiere únicamente a estos dos casos, sin ser un sistema que cubra del riesgo de crédito alguno o de pérdidas en el valor de una inversión en el mercado, que siempre se asumen exclusivamente por el inversor.
En estos dos supuestos, insolvencia o concurso de la ESI, a la que el cliente entregó efectivo o valores, y de la que no puede recuperarlos, será el FOGAIN quien indemnizará al cliente hasta un máximo de 100.000 euros (esto para situaciones surgidas a partir del 11 de octubre de 2008 por Real Decreto 1642/2008, de 10 de octubre) y hasta un máximo de 20.000 euros para situaciones anteriores a esta fecha.
Todas las ESI españolas deben estar adheridas al FOGAIN, aportando las cantidades que les correspondan. Las sucursales de ESI extranjeras no comunitarias que no tengan un sistema de garantía similar al español deben adherirse al FOGAIN. Finalmente, aquellas ESI extranjeras comunitarias que quieran completar su propio sistema de garantía, pueden adherirse voluntariamente al FOGAIN.
Las Sociedades Gestoras de Instituciones de Inversión Colectiva que realicen la actividad de gestión discrecional de carteras individuales deben estar adheridas al FOGAIN por la realización de dicha actividad.

## Organización y Administración
El FOGAIN, está constituido legalmente como un patrimonio separado y autónomo, sin personalidad jurídica propia, que se nutre de las aportaciones de las entidades adheridas al FOGAIN y que atiende las indemnizaciones a pagar dentro del ámbito de su cobertura.
Se gestiona a través la GESTORA DEL FONDO GENERAL DE GARANTÍA DE INVERSIONES, S.A., una sociedad anónima cuyo régimen jurídico y de funcionamiento se encuentran regulados por el Real Decreto 948/2001, de 3 de agosto, sobre Sistemas de indemnización de los inversores. 
La Gestora, es administrada y dirigida a través un Consejo de Administración con 16 miembros. Además, se integran en el Consejo, con voz pero sin voto, un representante de la CNMV y un representante de cada una de las comunidades autónomas con competencias en materia de mercados de valores (País Vasco, Cataluña y la Comunidad Valenciana).
Como comisiones delegadas del Consejo, la Gestora cuenta con una Comisión Delegada del Consejo, con seis miembros y con un Comité de Auditoría.
El nombramiento de los miembros del Consejo, de las personas físicas representantes de los mismos y del director general, requiere la previa aprobación de la CNMV.

## Financiación
El FOGAIN se financia con (1) las aportaciones que, anualmente, realizan sus entidades adheridas; calculadas y aportadas de acuerdo con lo establecido por el Real Decreto 948/2001, de 3 de agosto.
Otras fuentes de financiación son (2) los ingresos financieros que obtiene de la inversión de su patrimonio y (3) las cantidades que puede recuperar en el ejercicio de los derechos en que se subroga como consecuencia del pago de indemnizaciones a los inversores.
Además, caso de ser necesario, podrá (4) tomar dinero a préstamo de entidades financieras o de la CNMV. 